# Murray Hill (drag king)
Murray Hill es un comediante y artista drag king de la ciudad de Nueva York. Es el personaje animador de Busby Murray Gallagher, aunque este personaje se mantiene incluso en entornos privados. Murray Hill es el autoproclamado "hombre de mediana edad más trabajador del mundo del espectáculo".
En The Encyclopedia of Lesbian and Gay Histories and Cultures (en español: La Enciclopedia de Historias y Culturas de Lesbianas y Gays), Jack Halberstam elogió a Hill por "transformar la masculinidad y exponer su teatralidad con resultados profundos". The New York Times le llamó "el actual patriarca reinante de la comunidad de espectáculos del centro" y el Seattle Weekly le llamó un "pionero" de los drag kings.

## Biografía
Hill es transgénero y comenzó a actuar en 1996, cuando la elegancia vanguardista del East Village decayó a medida que el vecindario se aburguesaba, las galerías de arte se mudaban a Chelsea para obtener alquileres más baratos y la escena musical se trasladaba al noroeste del Pacífico. Sus imitaciones de celebridades incluyen a Elvis y John Travolta. Hill fue parte de una ola de comediantes e intérpretes de la década de 1990 cuyo talento se destacó en la escena del Lower East Side y el East Village, emblemático del vecindario como se retrata en el musical Rent.
Hill es un maestro de ceremonias frecuente en el Bajo Manhattan, incluida la competencia anual "Ms. Lez", una noche de bingo con la copresentadora drag queen Linda Simpson y una variedad de representaciones teatrales y burlescas.
Hill realizó el acto de apertura de una gira de la banda de rock Le Tigre y ha sido telonero de The Gossip. Ha actuado en fiestas de Joan Rivers y Liza Minnelli; y sus actos incorporan homenajes a Joey Adams, Benny Hill, Sammy Davis Jr. y Henny Youngman.
Hill tuvo cameos en la película Shortbus de John Cameron Mitchell de 2006 y en un episodio de 2010 de Bored to Death en HBO. También apareció junto con el artista de burlesque Dirty Martini en Dirty Martini and the New Burlesque. Hill y Michael Musto aparecieron en el vídeo para la canción de TV on the Radio "No Future Shock".
Hill es parte del elenco de la comedia dramática de 2022 Life & Beth, la serie de 2022 Somebody Somewhere y presentador del concurso de comedia de Hulu de 2023 Drag Me To Dinner.